# The 1989 World Tour
The 1989 World Tour – czwarta trasa koncertowa amerykańskiej piosenkarki i autorki tekstów Taylor Swift w ramach promocji jej piątego albumu studyjnego, 1989 (2014), która rozpoczęła się 5 maja 2015 roku w Tokio w Japonii, natomiast jej zakończenie miało miejsce 12 grudnia 2015 roku w Melbourne w Australii. Było to wcześniej najlepiej sprzedające się tournée w karierze Swift, które w tym przypadku wyprzedało 2,28 mln biletów wraz z przychodem wynoszącym 285,7 mln dolarów, najpopularniejsze w 2015 r., a także zostało ono pozytywnie przyjęte przez krytyków muzycznych, popierając jej indywidualność sceniczną i umiejętność intymnego kontaktu z widownią.
W dniu swoich 26. urodzin artystka oznajmiła o swoim partnerstwie wraz ze serwisem muzycznym Apple Music, wydawcą filmu koncertowego The 1989 World Tour Live nakręconego przez Jonasa Åkerlunda podczas występu 28 listopada 2015 roku w ANZ Stadium w Sydney.

## Setlista
Ta setlista obowiązuje koncertu w Tokio w Japonii na stadionie Tokyo Dome z 5 maja 2015 r. Nie jest związana ze wszystkimi występami.
1. "Welcome to New York"
2. "New Romantics"
3. "Blank Space"
4. "I Knew You Were Trouble"
5. "I Wish You Would"
6. "How You Get the Girl"
7. "I Know Places"
8. "All You Had to Do Was Stay"
9. "You Are in Love"
10. "Clean"
11. "Love Story"
12. "Style"
13. "This Love"
14. "Bad Blood"
15. "We Are Never Ever Getting Back Together"
16. "Enchanted" / "Wildest Dreams"
17. "Out of the Woods"
18. "Shake It Off" (bis)

| Notatki |
| --- |
| Utwory poniżej zastąpiły "You Are in Love". - Występy w Las Vegas, Bossier City, Pittsburghu i drugi w Kolonii; "Wonderland". - Drugi występ w Dublinie; "Holy Ground" - Drugi występ w East Rutherford, Waszyngtonie, Denverze, Columbus, Los Angeles, Adelajdzie i Szanghaju; pierwszy występ w Toronto, Nashville, Kansas City, St. Louis, Foxborough i Singapurze; i występy w Des Moines i Salt Lake City; "You Belong with Me". - Pierwszy występ w Chicago, Omahie, Denver, St. Paul i Edmontonie; drugi występ w Melbourne, Toronto, St. Louis, Foxborough, Nashville, Kansas City i Glendale; trzeci występ w Los Angeles i występy w Lexington, Arlington, Fargo, Miami, Greensboro, Atlancie, Tampie i Indianapolis; "Fifteen". - Drugi występ w Chicago i St. Paul; piąty występ w Los Angeles i występy w Houstonie i Seattle; "Mean". - Występ w Vancouver; "Sparks Fly". - Drugi występ w Edmontonie, pierwszy występ w Omahie i występ w San Diego; "Fearless". - Pierwszy występ w Santa Clarze; "Should've Said No". - Drugi występ w Santa Clarze; "Never Grow Up". - Pierwszy występ w Glendale; "Ronan". - Pierwszy występ w Los Angeles; "All Too Well". - Pierwszy występ w Columbus; "Red". - Występ w Brisbane; "Mine". - Trzeci występ w Melbourne; "Long Live". |

| Goście specjalni |
| --- |
| Podczas większości koncertów Swift wystąpiła w duetach z innymi artystami muzycznymi. Innymi gośćmi byli także celebryci grający w teledysku do "Bad Blood" i przyjaciele, którzy pojawili się na scenie podczas wykonywania utworu "Style". - 15 maja 2015 (Las Vegas) – Ed Sheeran, "Tenerife Sea" - 30 maja 2015 (Detroit) – Dan Reynolds z Imagine Dragons, "Radioactive"; Martha Hunt i Gigi Hadid. - 6 czerwca 2015 (Pittsburgh) – Little Big Town, "Pontoon" - 12 czerwca 2015 (Filadelfia) – Echosmith, "Cool Kids"; Cara Delevingne i Mariska Hargitay. - 13 czerwca 2015 (Filadelfia) – Rachel Platten, "Fight Song"; Mariska Hargitay. - 27 czerwca 2015 (Londyn) – Gigi Hadid, Kendall Jenner, Serena Williams, Martha Hunt, Karlie Kloss i Cara Delevingne. - 10 lipca 2015 (East Rutherford) – The Weeknd, "Can't Feel My Face"; Heidi Klum i reprezentacja Stanów Zjednoczonych w piłce nożnej kobiet; Lily Aldridge, Lena Dunham, Gigi Hadid i Hailee Steinfeld. - 11 lipca 2015 (East Rutherford) – Nick Jonas, "Jealous"; Gigi Hadid, Martha Hunt, Lily Aldridge, Candice Swanepoel, Behati Prinsloo, Karlie Kloss i Uzo Aduba. - 13 lipca 2015 (Waszyngton) – Lorde, "Royals". - 14 lipca 2015 (Waszyngton) – Jason Derulo, "Want to Want Me". - 18 lipca 2015 (Chicago) – Andy Grammer, "Honey, I'm Good."; Serayah. - 19 lipca 2015 (Chicago) – Sam Hunt, "Take Your Time"; Andreja Pejić, Lily Donaldson. - 24 lipca 2015 (Foxborough) – Walk the Moon, "Shut Up and Dance". - 25 lipca 2015 (Foxborough) – MKTO, "Classic". - 1 sierpnia 2015 (Vancouver) – Nico & Vinz, "Am I Wrong". - 8 sierpnia 2015 (Seattle) – Fetty Wap, "Trap Queen"; Ciara i Russell Wilson. - 14 sierpnia 2015 (Santa Clara) – Fifth Harmony, "Worth It". - 15 sierpnia 2015 (Santa Clara) – Little Mix, "Black Magic"; Joan Baez i Julia Roberts. - 21 sierpnia 2015 (Los Angeles) – Ryan Tedder z OneRepublic, "Counting Stars"; Kobe Bryant wręcza Swift specjalny baner zawieszony na flisaku Staples Center na cześć szesnastu koncertów piosenkarki wyprzedanych na arenie, w tym przypadku więcej niż inni artyści muzyczni. - 22 sierpnia 2015 (Los Angeles) – duet z Uzo Adubą, "White Horse"; Chris Rock, Matt LeBlanc i Sean O’Pry; Mary J. Blige, "Doubt" i "Family Affair". - 24 sierpnia 2015 (Los Angeles) – Natalie Maines z Dixie Chicks, "Goodbye Earl"; Ellen DeGeneres; Alanis Morissette, "You Oughta Know". - 25 sierpnia 2015 (Los Angeles) – Beck i St. Vincent, "Dreams"; John Legend, "All of Me". - 26 sierpnia 2015 (Los Angeles) – Selena Gomez, "Good for You"; Lisa Kudrow, "Śmierdzący kot"; Justin Timberlake, "Mirrors". - 29 sierpnia 2015 (San Diego) – OMI, "Cheerleader"; Avril Lavigne, "Complicated". - 9 września 2015 (Houston) – Wiz Khalifa, "See You Again". - 16 września 2015 (Indianapolis) – The Band Perry, "If I Die Young". - 18 września 2015 (Columbus) – Sydney Sierota z Echosmith, "Cool Kids". - 21 września 2015 (Kansas City) – Dierks Bentley, "Every Mile a Memory". - 25 września 2015 (Nashville) – Kelsea Ballerini, "Love Me Like You Mean It"; Steven Tyler z Aerosmith, "I Don’t Want to Miss a Thing"; Alison Krauss, "When You Sa Nothing at All". - 26 września 2015 (Nashville) – Leona Lewis, "Bleeding Love"; Mick Jagger z The Rolling Stones, "(I Can't Get No) Satisfaction". - 29 września 2015 (St. Louis) – Nelly, "The Fix" i "Hot in Herre". Drugi utwór był wykonany u boku zespołu Haim. Ze względu na ich ostatni występ w roli supportu na trasie, grupa została zaproszona przez Swift na scenę, odpowiadając za choreografię w tle. - 2 października 2015 (Toronto) – Keith Urban, "John Cougar, John Deere, John 3:16" i "Somebody Like You". - 3 października 2015 (Toronto) – Charli XCX, "Boom Clap". - 17 października 2015 (Arlington) – Ellie Goulding, "Love Me Like You Do". - 21 października 2015 (Greensboro) – Miranda Lambert, "Little Red Wagon". - 24 października 2015 (Atlanta) – Tove Lo, "Talking Body". - 27 października 2015 (Miami) – Dwyane Wade wręcza Swift koszulkę sportową '13' na cześć szczęśliwego numeru piosenkarki i świętowania trzynastego sezonu koszykarza z Miami Heat; Pitbull, "Give Me Everything"; Ricky Martin, "Livin’ la Vida Loca". - 31 października 2015 (Tampa) – Alessia Cara, "Here"; Idina Menzel, "Let It Go". Podczas występu z utworem "Style", tuż przed "Let It Go", Swift i Menzel miały na sobie odpowiednio kostiumy Olafa i Elsy z Arendelle, postaci pochodzących z filmu Kraina lodu (2013). Koncert miał w tym przypadku miejsce w dniu święta Halloween. |

## Lista koncertów
| Data                 | Miejscowość     | Państwo           | Obiekt                        | Support                                         | Frekwencja             | Dochód (USD) |
| Azja                 | Azja            | Azja              | Azja                          | Azja                                            | Azja                   | Azja         |
| -------------------- | --------------- | ----------------- | ----------------------------- | ----------------------------------------------- | ---------------------- | ------------ |
| 5 maja 2015          | Tokio           | Japonia           | Tokyo Dome                    | N/A                                             | 100 320/100 320 (100%) | 10 586 828   |
| 6 maja 2015          | Tokio           | Japonia           | Tokyo Dome                    | N/A                                             | 100 320/100 320 (100%) | 10 586 828   |
| Ameryka Północna     |                 |                   |                               |                                                 |                        |              |
| 15 maja 2015         | Las Vegas       | Stany Zjednoczone | City of Rock                  | N/A                                             | N/A                    | N/A          |
| 20 maja 2015         | Bossier City    | Stany Zjednoczone | CenturyLink Center            | Vance Joy                                       | 12 459/12 459 (100%)   | 1 458 197    |
| 22 maja 2015         | Baton Rouge     | Stany Zjednoczone | LSU Tiger Stadium             | Vance Joy Shawn Mendes                          | 50 227/50 227 (100%)   | 4 119 670    |
| 30 maja 2015         | Detroit         | Stany Zjednoczone | Ford Field                    | Vance Joy Shawn Mendes                          | 50 703/50 703 (100%)   | 5 999 690    |
| 2 czerwca 2015       | Louisville      | Stany Zjednoczone | KFC Yum! Center               | Vance Joy                                       | 16 242/16 242 (100%)   | 1 863 281    |
| 3 czerwca 2015       | Cleveland       | Stany Zjednoczone | Quicken Loans Arena           | Vance Joy                                       | 15 503/15 503 (100%)   | 1 732 041    |
| 6 czerwca 2015       | Pittsburgh      | Stany Zjednoczone | Heinz Field                   | Vance Joy Shawn Mendes                          | 54 801/54 801 (100%)   | 5 836 926    |
| 8 czerwca 2015       | Charlotte       | Stany Zjednoczone | Spectrum Center               | Vance Joy                                       | 15 024/15 024 (100%)   | 1 627 798    |
| 9 czerwca 2015       | Raleigh         | Stany Zjednoczone | PNC Arena                     | Vance Joy                                       | 13 886/13 886 (100%)   | 1 653 762    |
| 12 czerwca 2015      | Filadelfia      | Stany Zjednoczone | Lincoln Financial Field       | Vance Joy Shawn Mendes                          | 101 052/101 052 (100%) | 11 987 816   |
| 13 czerwca 2015      | Filadelfia      | Stany Zjednoczone | Lincoln Financial Field       | Vance Joy Shawn Mendes                          | 101 052/101 052 (100%) | 11 987 816   |
| Europa               |                 |                   |                               |                                                 |                        |              |
| 19 czerwca 2015      | Kolonia         | Niemcy            | Lanxess Arena                 | James Bay                                       | 29 020/29 020 (100%)   | 2 054 690    |
| 20 czerwca 2015      | Kolonia         | Niemcy            | Lanxess Arena                 | James Bay                                       | 29 020/29 020 (100%)   | 2 054 690    |
| 21 czerwca 2015      | Amsterdam       | Holandia          | Ziggo Dome                    | James Bay                                       | 11 166/11 166 (100%)   | 800 829      |
| 23 czerwca 2015      | Glasgow         | Szkocja           | SSE Hydro                     | Vance Joy                                       | 11 021/11 021 (100%)   | 1 119 300    |
| 24 czerwca 2015      | Manchester      | Anglia            | Manchester Arena              | Vance Joy                                       | 14 773/14 773 (100%)   | 1 478 760    |
| 27 czerwca 2015      | Londyn          | Anglia            | Hyde Park                     | Rae Morris Vance Joy Ellie Goulding John Newman | N/A                    | N/A          |
| 29 czerwca 2015      | Dublin          | Irlandia          | 3Arena                        | Vance Joy                                       | 25 188/25 188 (100%)   | 1 975 510    |
| 30 czerwca 2015      | Dublin          | Irlandia          | 3Arena                        | Vance Joy                                       | 25 188/25 188 (100%)   | 1 975 510    |
| Ameryka Północna     |                 |                   |                               |                                                 |                        |              |
| 6 lipca 2015         | Ottawa          | Kanada            | Canadian Tire Centre          | Vance Joy                                       | 13 480/13 480 (100%)   | 1 325 480    |
| 7 lipca 2015         | Montréal        | Kanada            | Bell Centre                   | Vance Joy                                       | 14 770/14 770 (100%)   | 1 499 040    |
| 10 lipca 2015        | East Rutherford | Stany Zjednoczone | MetLife Stadium               | Vance Joy Shawn Mendes Haim                     | 110 105/110 105 (100%) | 13 423 858   |
| 11 lipca 2015        | East Rutherford | Stany Zjednoczone | MetLife Stadium               | Vance Joy Shawn Mendes Haim                     | 110 105/110 105 (100%) | 13 423 858   |
| 13 lipca 2015        | Waszyngton      | Stany Zjednoczone | Nationals Park                | Vance Joy Shawn Mendes Haim                     | 85 014/85 014 (100%)   | 9 730 596    |
| 14 lipca 2015        | Waszyngton      | Stany Zjednoczone | Nationals Park                | Vance Joy Shawn Mendes Haim                     | 85 014/85 014 (100%)   | 9 730 596    |
| 18 lipca 2015        | Chicago         | Stany Zjednoczone | Soldier Field                 | Vance Joy Shawn Mendes Haim                     | 110 109/110 109 (100%) | 11 469 887   |
| 19 lipca 2015        | Chicago         | Stany Zjednoczone | Soldier Field                 | Vance Joy Shawn Mendes Haim                     | 110 109/110 109 (100%) | 11 469 887   |
| 24 lipca 2015        | Foxborough      | Stany Zjednoczone | Gillette Stadium              | Vance Joy Shawn Mendes Haim                     | 116 849/116 849 (100%) | 12 533 166   |
| 25 lipca 2015        | Foxborough      | Stany Zjednoczone | Gillette Stadium              | Vance Joy Shawn Mendes Haim                     | 116 849/116 849 (100%) | 12 533 166   |
| 1 sierpnia 2015      | Vancouver       | Kanada            | BC Place                      | Vance Joy Shawn Mendes                          | 41 463/41 463 (100%)   | 4 081 820    |
| 4 sierpnia 2015      | Edmonton        | Kanada            | Rexall Place                  | Vance Joy                                       | 26 534/26 534 (100%)   | 2 387 080    |
| 5 sierpnia 2015      | Edmonton        | Kanada            | Rexall Place                  | Vance Joy                                       | 26 534/26 534 (100%)   | 2 387 080    |
| 8 sierpnia 2015      | Seattle         | Stany Zjednoczone | CenturyLink Field             | Vance Joy Shawn Mendes                          | 55 711/55 711 (100%)   | 6 050 643    |
| 14 sierpnia 2015     | Santa Clara     | Stany Zjednoczone | Levi’s Stadium                | Vance Joy Shawn Mendes                          | 102 139/102 139 (100%) | 13 031 146   |
| 15 sierpnia 2015     | Santa Clara     | Stany Zjednoczone | Levi’s Stadium                | Vance Joy Shawn Mendes                          | 102 139/102 139 (100%) | 13 031 146   |
| 17 sierpnia 2015     | Glendale        | Stany Zjednoczone | Gila River Arena              | Vance Joy                                       | 26 520/26 520 (100%)   | 3 029 628    |
| 18 sierpnia 2015     | Glendale        | Stany Zjednoczone | Gila River Arena              | Vance Joy                                       | 26 520/26 520 (100%)   | 3 029 628    |
| 21 sierpnia 2015     | Los Angeles     | Stany Zjednoczone | Staples Center                | Vance Joy Haim                                  | 70 563/70 563 (100%)   | 8 961 681    |
| 22 sierpnia 2015     | Los Angeles     | Stany Zjednoczone | Staples Center                | Vance Joy Haim                                  | 70 563/70 563 (100%)   | 8 961 681    |
| 24 sierpnia 2015     | Los Angeles     | Stany Zjednoczone | Staples Center                | Vance Joy Haim                                  | 70 563/70 563 (100%)   | 8 961 681    |
| 25 sierpnia 2015     | Los Angeles     | Stany Zjednoczone | Staples Center                | Vance Joy Haim                                  | 70 563/70 563 (100%)   | 8 961 681    |
| 26 sierpnia 2015     | Los Angeles     | Stany Zjednoczone | Staples Center                | Vance Joy Haim                                  | 70 563/70 563 (100%)   | 8 961 681    |
| 29 sierpnia 2015     | San Diego       | Stany Zjednoczone | Petco Park                    | Vance Joy Shawn Mendes                          | 44 710/44 710 (100%)   | 5 475 237    |
| 4 września 2015      | Salt Lake City  | Stany Zjednoczone | EnergySolutions Arena         | Vance Joy                                       | 14 131/14 131 (100%)   | 1 589 686    |
| 5 września 2015      | Denver          | Stany Zjednoczone | Pepsi Center                  | Vance Joy                                       | 27 126/27 126 (100%)   | 2 868 991    |
| 6 września 2015      | Denver          | Stany Zjednoczone | Pepsi Center                  | Vance Joy                                       | 27 126/27 126 (100%)   | 2 868 991    |
| 9 września 2015      | Houston         | Stany Zjednoczone | Minute Maid Park              | Vance Joy Shawn Mendes                          | 40 122/40 122 (100%)   | 5 202 196    |
| 11 września 2015     | Saint Paul      | Stany Zjednoczone | Xcel Energy Center            | Vance Joy                                       | 45 126/45 126 (100%)   | 5 514 863    |
| 12 września 2015     | Saint Paul      | Stany Zjednoczone | Xcel Energy Center            | Vance Joy                                       | 45 126/45 126 (100%)   | 5 514 863    |
| 13 września 2015     | Saint Paul      | Stany Zjednoczone | Xcel Energy Center            | Vance Joy                                       | 45 126/45 126 (100%)   | 5 514 863    |
| 16 września 2015     | Indianapolis    | Stany Zjednoczone | Bankers Life Fieldhouse       | Vance Joy                                       | 14 010/14 010 (100%)   | 1 550 268    |
| 17 września 2015     | Columbus        | Stany Zjednoczone | Nationwide Arena              | Vance Joy                                       | 29 936/29 936 (100%)   | 3 369 693    |
| 18 września 2015     | Columbus        | Stany Zjednoczone | Nationwide Arena              | Vance Joy                                       | 29 936/29 936 (100%)   | 3 369 693    |
| 21 września 2015     | Kansas City     | Stany Zjednoczone | Sprint Center                 | Vance Joy                                       | 27 857/27 857 (100%)   | 2 967 558    |
| 22 września 2015     | Kansas City     | Stany Zjednoczone | Sprint Center                 | Vance Joy                                       | 27 857/27 857 (100%)   | 2 967 558    |
| 25 września 2015     | Nashville       | Stany Zjednoczone | Bridgestone Arena             | Vance Joy Haim                                  | 28 917/28 917 (100%)   | 3 354 844    |
| 26 września 2015     | Nashville       | Stany Zjednoczone | Bridgestone Arena             | Vance Joy Haim                                  | 28 917/28 917 (100%)   | 3 354 844    |
| 28 września 2015     | St. Louis       | Stany Zjednoczone | Scottrade Center              | Vance Joy Haim                                  | 29 688/29 688 (100%)   | 3 452 940    |
| 29 września 2015     | St. Louis       | Stany Zjednoczone | Scottrade Center              | Vance Joy Haim                                  | 29 688/29 688 (100%)   | 3 452 940    |
| 2 października 2015  | Toronto         | Kanada            | Rogers Centre                 | Vance Joy Shawn Mendes                          | 99 283/99 283 (100%)   | 8 670 990    |
| 3 października 2015  | Toronto         | Kanada            | Rogers Centre                 | Vance Joy Shawn Mendes                          | 99 283/99 283 (100%)   | 8 670 990    |
| 8 października 2015  | Des Moines      | Stany Zjednoczone | Wells Fargo Arena             | Vance Joy                                       | 13 969/13 969 (100%)   | 1 566 321    |
| 9 października 2015  | Omaha           | Stany Zjednoczone | CenturyLink Center Omaha      | Vance Joy                                       | 29 622/29 622 (100%)   | 3 121 421    |
| 10 października 2015 | Omaha           | Stany Zjednoczone | CenturyLink Center Omaha      | Vance Joy                                       | 29 622/29 622 (100%)   | 3 121 421    |
| 12 października 2015 | Fargo           | Stany Zjednoczone | Fargodome                     | Vance Joy                                       | 21 067/21 067 (100%)   | 2 219 188    |
| 17 października 2015 | Arlington       | Stany Zjednoczone | AT&T Stadium                  | Vance Joy Shawn Mendes                          | 62 630/62 630 (100%)   | 7 396 733    |
| 20 października 2015 | Lexington       | Stany Zjednoczone | Rupp Arena                    | Vance Joy                                       | 17 084/17 084 (100%)   | 1 870 471    |
| 21 października 2015 | Greensboro      | Stany Zjednoczone | Greensboro Coliseum           | Vance Joy                                       | 15 079/15 079 (100%)   | 1 662 171    |
| 24 października 2015 | Atlanta         | Stany Zjednoczone | Georgia Dome                  | Vance Joy Shawn Mendes                          | 56 046/56 046 (100%)   | 6 034 846    |
| 27 października 2015 | Miami           | Stany Zjednoczone | American Airlines Arena       | Vance Joy                                       | 14 044/14 044 (100%)   | 1 527 919    |
| 31 października 2015 | Tampa           | Stany Zjednoczone | Raymond James Stadium         | Vance Joy Shawn Mendes                          | 56 987/56 987 (100%)   | 6 202 515    |
| Azja                 |                 |                   |                               |                                                 |                        |              |
| 7 listopada 2015     | Singapur        | Singapur          | Singapore Indoor Stadium      | N/A                                             | 17 726/17 726 (100%)   | 3 217 569    |
| 8 listopada 2015     | Singapur        | Singapur          | Singapore Indoor Stadium      | N/A                                             | 17 726/17 726 (100%)   | 3 217 569    |
| 10 listopada 2015    | Szanghaj        | Chiny             | Mercedes-Benz Arena           | N/A                                             | 37 758/37 758 (100%)   | 5 917 348    |
| 11 listopada 2015    | Szanghaj        | Chiny             | Mercedes-Benz Arena           | N/A                                             | 37 758/37 758 (100%)   | 5 917 348    |
| 12 listopada 2015    | Szanghaj        | Chiny             | Mercedes-Benz Arena           | N/A                                             | 37 758/37 758 (100%)   | 5 917 348    |
| Oceania              |                 |                   |                               |                                                 |                        |              |
| 28 listopada 2015    | Sydney          | Australia         | ANZ Stadium                   | Vance Joy                                       | 75 980/75 980 (100%)   | 6 571 683    |
| 5 grudnia 2015       | Brisbane        | Australia         | Suncorp Stadium               | Vance Joy                                       | 46 881/46 881 (100%)   | 4 759 471    |
| 7 grudnia 2015       | Adelaide        | Australia         | Adelaide Entertainment Centre | Vance Joy                                       | 20 090/20 090 (100%)   | 2 407 499    |
| 8 grudnia 2015       | Adelaide        | Australia         | Adelaide Entertainment Centre | Vance Joy                                       | 20 090/20 090 (100%)   | 2 407 499    |
| 10 grudnia 2015      | Melbourne       | Australia         | AAMI Park                     | Vance Joy                                       | 98 136/98 136 (100%)   | 10 421 553   |
| 11 grudnia 2015      | Melbourne       | Australia         | AAMI Park                     | Vance Joy                                       | 98 136/98 136 (100%)   | 10 421 553   |
| 12 grudnia 2015      | Melbourne       | Australia         | AAMI Park                     | Vance Joy                                       | 98 136/98 136 (100%)   | 10 421 553   |

## Zespół Taylor Swift

### Muzycy
- Taylor Swift – wokal prowadzący, gitara akustyczna, gitara elektryczna, keyboard, fortepian
- Matt Billingslea – perkusja
- Amos Heller – gitara basowa
- Paul Sidoti – gitara
- Mike Meadows – gitary, keyboardy, wokal
- Elliotte Henderson – chórki
- Kamilah Marshall –  chórki
- Melanie Nyema – chórki
- Clare Turton-Derrico – chórki

### Tancerze
- Remi Bakkar
- Mason Custler
- Toshi Davidson
- Giuseppe Gofre
- Robert Green
- Christian Henderson
- Jake Kodish
- Christian Owens
- Nolan Padilla
- Austin Spacy
- Maho Udo
- Mark Villavier